# Abramo Hefez
Abramo Hefez (Almançora, 16 de janeiro de 1947) é um matemático, pesquisador e professor universitário italiano naturalizado brasileiro.
Comendador da Ordem Nacional do Mérito Científico e membro titular da Academia Brasileira de Ciências, Hefez é professor titular aposentado no Instituto de Matemática da Universidade Federal Fluminense, onde exerce docência na graduação e na pós-graduação e desenvolve atividades de pesquisa.

## Biografia e carreira
Abramo Hefez nasceu em janeiro de 1947, na cidade de Almançora, no Egito, numa família judaica de nacionalidade italiana. Filho de Yehuda Hefez e Vittoria Rina Mehoudar, imigrou para o Brasil em 1957, residindo no Rio de Janeiro. Graduou-se em matemática pela Pontifícia Universidade Católica do Rio de Janeiro em 1969. De 1970 a 1971 esteve na Itália para se laurear em estudos matemáticos pela Università Degli Studi di Pisa (UNIPISA). Em 1975 se especializou em matemática pelo Instituto Nacional de Matemática Pura e Aplicada (IMPA) no Rio de Janeiro. Em 1984 atingiu o grau de mestre pelo Instituto de Tecnologia de Massachusetts, nos Estados Unidos, alcançando também o grau de doutor em geometria algébrica pela mesma instituição. Também é livre docente em álgebra pela Universidade Estadual de Campinas, titulação alcançada em 1988. A partir do ano seguinte, começa a compor esporadicamente a comissão organizadora da Escola de Álgebra, um congresso científico focado na pesquisa do tema, durante os anos de 1989, 1990, 1996 e 2002, também exercendo o cargo de secretário-geral da Sociedade Brasileira de Matemática entre 1991 e 1993. Em 2004 e 2014 faz parte da comissão científica do evento. Ingressa, em 2008, na Academia Brasileira de Ciências e em 2013, na The World Academy of Sciences.

## Condecorações e prêmios
Abramo Hefez é sócio efetivo da Sociedade Brasileira de Matemática, sendo membro do Comitê Assessor da Matemática do Conselho Nacional de Desenvolvimento Científico e Tecnológico (CNPq) de 1997 até o ano de 1998, e de 2000 até 2002. Membro do Comitê de Área da Coordenação de Aperfeiçoamento de Pessoal de Nível Superior (CAPES): 2001, 2005-2007.
- Membro titular, The World Academy of Sciences (TWAS).[6]
- Prêmio UFF de Excelência Científica, Universidade Federal Fluminense.
- Ordem do Mérito Científico e Tecnológico, Presidência da República Brasileira.[1]
- Membro titular, Academia Brasileira de Ciências.[2]